# 范同
范同（？年—？年），字择善，建康（今江苏南京）人。
政和五年進士，中博學宏詞科，累官至吏部员外郎。与秦桧力主和议。绍兴八年（1138年），有金使入境，他北向而拜，问金帝起居。绍兴十一年，議奪岳飞、韩世忠的兵權。

## 延伸阅读
[在维基数据编辑]
 《宋史·卷380》，出自脱脱《宋史》